# Carlo Giuffrè
Carlo Giuffrè (ur. 3 grudnia 1928 w Neapolu, zm. 1 listopada 2018 w Rzymie) – włoski aktor teatralny, filmowy i telewizyjny oraz reżyser teatralny. Wystąpił w ponad 90 filmach w latach 1942–2002.
Urodził się w Neapolu we Włoszech, był bratem Aldo Giuffè. Zapisał się do Narodowej Akademii Sztuk Dramatycznych Silvio D’Amico, a następnie zadebiutował na scenie w 1949 roku z udziałem Eduardo De Filippo. W 1984 roku Giuffèè zdobył nagrodę Davida di Donatello dla najlepszego aktora drugoplanowego za film komediowy Jestem szczęśliwy w reżyserii Maurizio Ponzi.

## Filmografia
- 1950: Neapol miasto milionerów jako Ernesto
- 1955: Kiedy słońce zachodzi jako Salvatore Gambardella
- 1956: Czerwony sygnał jako Renato Borghi
- 1957: Piękne, ale biedne jako zalotnik Marisy
- 1957: Honor i krew jako Renato
- 1958: Narzeczona jako Maurizio
- 1958: Pierwsza miłość jako Michele
- 1959: Cześć, pa, kochanie jako kierowca ciężarówki
- 1959: Sto kilometrów jako Amante di Giuseppina
- 1961: Rozbójnicy sycylijscy jako Teniente dei bersaglieri
- 1961: Lwy w słońcu jako Zazà
- 1964: Miłość w czterech wymiarach jako Gerlando
- 1965: Pieniądze jako Marco
- 1966: Pułapka na siedmiu szpiegów jako Castellotti
- 1968: Dziewczyna z pistoletem jako Vincenzo Macaluso
- 1970: Transplantacja jako Sycylijski baron
- 1975: Lekcje prywatne jako Luigi, ojciec Alessandro
- 1976: Skandal w rodzinie jako Antonello
- 1981: Kelnerka uwodzi urlopowiczów jako Orazio
- 1981: Skóra jako Eduardo Mazzullo
- 1983: Jestem szczęśliwy
- 2002: Pinokio jako Gepetto